# 科奇科爾阿塔尼夫治足球會
科奇科爾阿塔尼夫治足球會，簡称為「科奇科爾阿塔油工」，是一家位於科奇科爾阿塔的吉爾吉斯職業足球俱樂部。參加吉爾吉斯超級足球聯賽。俱樂部成立於 1952 年。隊名中Нефтчи在吉爾吉斯語中意為「油工」(石油工人)。

## 簡介
它於1952年在科奇科爾阿塔市成立，2010年僅獲得一個聯賽冠軍，同年獲得1個超級杯冠軍。
在國際層面，他參加1次洲際賽事、2011年亞足聯主席盃，以及2022年的亞洲足協盃。